# 被害者なき犯罪
被害者なき犯罪（ひがいしゃなきはんざい、英語: victimless crime）とは、1965年にアメリカのエドウィン・シャーおよびヒューゴ・ベドーにより提案された「被害者のいない（ように見える）犯罪」を指す刑事法学上の概念。

## 概説
売春、賭博、違法薬物、堕胎、ポルノ（猥褻図画頒布、公然猥褻）、自殺、不法移民、武器所持などが典型例として挙げられる。ただし堕胎は胎児を被害者と考える立場も有り得る（胎児の人権やプロライフも参照）。
また動物の権利の観点から動物虐待は動物を被害者と考えることもでき、不法移民も侵入される側の国に数々のデメリットをもたらすことから国民を被害者として考えることができる。ただし、例えば日本国の法体系においては、胎児も動物も人権享有主体とは認められておらず、したがって法的には被害者とは見做されない。
シャーなどによれば「被害者がいないにもかかわらず、社会道徳的に見て悪習であるから、あるいは社会的法益を侵害するからなどという理由により、これを処罰の対象としている国家がある」との提起がなされた。
個人の自由を広く認める立場や、この類の活動の違法化は犯罪組織による資金源の温床となり、二次犯罪が多発して社会的被害が大きいとする立場がある。
また、犯罪者として処罰することにより、刑務所で他のさらに凶悪な常習的犯罪者と接触を持つこととなったり、社会的に犯罪者と認知され社会復帰が困難になり、常習的犯罪者となってしまう可能性（ラベリング理論）を回避するべきという立場などから、これを非犯罪化ないし非刑罰化すべきである旨の主張がなされている。

## 問題点
被害の有無にかかわらず、「被害者とされる側の人間が起こす」という側面もある犯罪であるため、刑事的介入が難しい性格がある。
また、違法化しても根絶は難しい上に、違法化したことで別の問題を引き起こすことが想定されているため、より悲惨な結果を招くとの批判もある。そのため、国によっては違法化されていたものが以下のように合法化された例もある。
- 売春を違法化しても、結果として売春婦が危険で不衛生な状態の下、非合法な犯罪組織に搾取されるなどの問題も指摘されている。この反省から、欧州では公娼制度を復活させている国がある。
- アメリカでは酒が犯罪を誘発するとして1920年に禁酒法で酒の販売や密輸を違法化したが、結果として闇で酒を売買する犯罪組織の資金源となり、酒をめぐる犯罪を増やしていた。この反省から1933年に禁酒法は廃止となった。
- 大麻を違法化しても大麻の犯罪化が逆に社会的問題を加速するという問題が指摘されている。オランダでは薬物政策を変更して、行政が管理できる施設にのみ一定条件下で大麻の販売を許可するという条件を付けた上で大麻使用を認めている。アメリカの一部の州（コロラド州等）では薬物政策を変更して、許可制とした上で少量の所持と公共の場所以外での使用や使用直後の自動車運転禁止という条件を付けた上で娯楽用大麻の存在を認めている。カナダでは大麻の使用管理と未成年者への保護を規定した上で娯楽用大麻の存在を認めている。

## 堕胎
堕胎罪が母体保護法によって死文化していることなど、国民の自由と刑事規制の間で揺れ動いている。

## 薬物
原則合法化の下で、医者から処方することにして管理する方が、関連犯罪の減少、さらに税収のメリットなどがあり、合理的だと主張する意見もある。
一方で、薬物は薬物乱用使用者自身が被害者ともいえ、そのようなことをすれば社会秩序の崩壊を招くとの反論も存在する。
ヨーロッパのいくつかの国では、薬物中毒者に医師の監視の下、薬物を提供するクリニックが実験的に運営されている。